# Danh sách tiểu hành tinh: 11201–11300
| Tên                  | Tên đầu tiên | Ngày phát hiện       | Nơi phát hiện           | Người phát hiện                                        |
| -------------------- | ------------ | -------------------- | ----------------------- | ------------------------------------------------------ |
| 11201 Talich         | 1999 EL5     | 13 tháng 3 năm 1999  | Ondřejov                | L. Šarounová                                           |
| 11202 Teddunham      | 1999 FA10    | 22 tháng 3 năm 1999  | Anderson Mesa           | LONEOS                                                 |
| 11203 Danielbetten   | 1999 FV26    | 19 tháng 3 năm 1999  | Socorro                 | LINEAR                                                 |
| 11204 -              | 1999 FQ28    | 19 tháng 3 năm 1999  | Socorro                 | LINEAR                                                 |
| 11205 -              | 1999 FY28    | 19 tháng 3 năm 1999  | Socorro                 | LINEAR                                                 |
| 11206 Bibee          | 1999 FR29    | 19 tháng 3 năm 1999  | Socorro                 | LINEAR                                                 |
| 11207 Black          | 1999 FQ58    | 20 tháng 3 năm 1999  | Socorro                 | LINEAR                                                 |
| 11208 -              | 1999 GT16    | 15 tháng 4 năm 1999  | Socorro                 | LINEAR                                                 |
| 11209 -              | 1999 GP18    | 15 tháng 4 năm 1999  | Socorro                 | LINEAR                                                 |
| 11210 -              | 1999 GP22    | 6 tháng 4 năm 1999   | Socorro                 | LINEAR                                                 |
| 11211 -              | 1999 GD24    | 6 tháng 4 năm 1999   | Socorro                 | LINEAR                                                 |
| 11212 Tebbutt        | 1999 HS      | 18 tháng 4 năm 1999  | Woomera                 | F. B. Zoltowski                                        |
| 11213 -              | 1999 HF8     | 16 tháng 4 năm 1999  | Socorro                 | LINEAR                                                 |
| 11214 -              | 1999 HP8     | 16 tháng 4 năm 1999  | Socorro                 | LINEAR                                                 |
| 11215 -              | 1999 HN10    | 17 tháng 4 năm 1999  | Socorro                 | LINEAR                                                 |
| 11216 Billhubbard    | 1999 JG1     | 8 tháng 5 năm 1999   | Catalina                | CSS                                                    |
| 11217 -              | 1999 JC4     | 10 tháng 5 năm 1999  | Socorro                 | LINEAR                                                 |
| 11218 -              | 1999 JD20    | 10 tháng 5 năm 1999  | Socorro                 | LINEAR                                                 |
| 11219 Benbohn        | 1999 JN20    | 10 tháng 5 năm 1999  | Socorro                 | LINEAR                                                 |
| 11220 -              | 1999 JM25    | 10 tháng 5 năm 1999  | Socorro                 | LINEAR                                                 |
| 11221 -              | 1999 JO26    | 10 tháng 5 năm 1999  | Socorro                 | LINEAR                                                 |
| 11222 -              | 1999 JR27    | 10 tháng 5 năm 1999  | Socorro                 | LINEAR                                                 |
| 11223 -              | 1999 JC30    | 10 tháng 5 năm 1999  | Socorro                 | LINEAR                                                 |
| 11224 -              | 1999 JP32    | 10 tháng 5 năm 1999  | Socorro                 | LINEAR                                                 |
| 11225 Borden         | 1999 JD36    | 10 tháng 5 năm 1999  | Socorro                 | LINEAR                                                 |
| 11226 -              | 1999 JO36    | 10 tháng 5 năm 1999  | Socorro                 | LINEAR                                                 |
| 11227 Ksenborisova   | 1999 JR43    | 10 tháng 5 năm 1999  | Socorro                 | LINEAR                                                 |
| 11228 Botnick        | 1999 JW49    | 10 tháng 5 năm 1999  | Socorro                 | LINEAR                                                 |
| 11229 Brookebowers   | 1999 JX52    | 10 tháng 5 năm 1999  | Socorro                 | LINEAR                                                 |
| 11230 -              | 1999 JV57    | 10 tháng 5 năm 1999  | Socorro                 | LINEAR                                                 |
| 11231 -              | 1999 JF59    | 10 tháng 5 năm 1999  | Socorro                 | LINEAR                                                 |
| 11232 -              | 1999 JA77    | 12 tháng 5 năm 1999  | Socorro                 | LINEAR                                                 |
| 11233 -              | 1999 JA82    | 12 tháng 5 năm 1999  | Socorro                 | LINEAR                                                 |
| 11234 -              | 1999 JS82    | 12 tháng 5 năm 1999  | Socorro                 | LINEAR                                                 |
| 11235 -              | 1999 JP91    | 12 tháng 5 năm 1999  | Socorro                 | LINEAR                                                 |
| 11236 -              | 1999 KX14    | 18 tháng 5 năm 1999  | Socorro                 | LINEAR                                                 |
| 11237 -              | 1999 KE15    | 18 tháng 5 năm 1999  | Socorro                 | LINEAR                                                 |
| 11238 Johanmaurits   | 2044 P-L     | 24 tháng 9 năm 1960  | Palomar                 | C. J. van Houten, I. van Houten-Groeneveld, T. Gehrels |
| 11239 Marcgraf       | 4141 P-L     | 24 tháng 9 năm 1960  | Palomar                 | C. J. van Houten, I. van Houten-Groeneveld, T. Gehrels |
| 11240 Piso           | 4175 P-L     | 24 tháng 9 năm 1960  | Palomar                 | C. J. van Houten, I. van Houten-Groeneveld, T. Gehrels |
| 11241 Eckhout        | 6792 P-L     | 24 tháng 9 năm 1960  | Palomar                 | C. J. van Houten, I. van Houten-Groeneveld, T. Gehrels |
| 11242 Franspost      | 2144 T-1     | 25 tháng 3 năm 1971  | Palomar                 | C. J. van Houten, I. van Houten-Groeneveld, T. Gehrels |
| 11243 de Graauw      | 2157 T-1     | 25 tháng 3 năm 1971  | Palomar                 | C. J. van Houten, I. van Houten-Groeneveld, T. Gehrels |
| 11244 Andrékuipers   | 4314 T-2     | 29 tháng 9 năm 1973  | Palomar                 | C. J. van Houten, I. van Houten-Groeneveld, T. Gehrels |
| 11245 Hansderijk     | 3100 T-3     | 16 tháng 10 năm 1977 | Palomar                 | C. J. van Houten, I. van Houten-Groeneveld, T. Gehrels |
| 11246 Orvillewright  | 4250 T-3     | 16 tháng 10 năm 1977 | Palomar                 | C. J. van Houten, I. van Houten-Groeneveld, T. Gehrels |
| 11247 Wilburwright   | 4280 T-3     | 16 tháng 10 năm 1977 | Palomar                 | C. J. van Houten, I. van Houten-Groeneveld, T. Gehrels |
| 11248 Blériot        | 4354 T-3     | 16 tháng 10 năm 1977 | Palomar                 | C. J. van Houten, I. van Houten-Groeneveld, T. Gehrels |
| 11249 Etna           | 1971 FD      | 24 tháng 3 năm 1971  | Palomar                 | C. J. van Houten, I. van Houten-Groeneveld, T. Gehrels |
| 11250 -              | 1972 AU      | 14 tháng 1 năm 1972  | Hamburg-Bergedorf       | L. Kohoutek                                            |
| 11251 Icarion        | 1973 SN1     | 20 tháng 9 năm 1973  | Palomar                 | C. J. van Houten, I. van Houten-Groeneveld, T. Gehrels |
| 11252 Laërtes        | 1973 SA2     | 19 tháng 9 năm 1973  | Palomar                 | C. J. van Houten, I. van Houten-Groeneveld, T. Gehrels |
| 11253 Mesyats        | 1976 UP2     | 16 tháng 10 năm 1976 | Nauchnij                | T. M. Smirnova                                         |
| 11254 Konkohekisui   | 1977 DL2     | 18 tháng 2 năm 1977  | Kiso                    | H. Kosai, K. Hurukawa                                  |
| 11255 Fujiiekio      | 1977 DC4     | 18 tháng 2 năm 1977  | Kiso                    | H. Kosai, K. Hurukawa                                  |
| 11256 Fuglesang      | 1978 RO8     | 2 tháng 9 năm 1978   | La Silla                | C.-I. Lagerkvist                                       |
| 11257 Rodionta       | 1978 TP2     | 3 tháng 10 năm 1978  | Nauchnij                | N. S. Chernykh                                         |
| 11258 Aoyama         | 1978 VP1     | 1 tháng 11 năm 1978  | Caussols                | K. Tomita                                              |
| 11259 -              | 1978 VD3     | 7 tháng 11 năm 1978  | Palomar                 | E. F. Helin, S. J. Bus                                 |
| 11260 -              | 1978 VD9     | 7 tháng 11 năm 1978  | Palomar                 | E. F. Helin, S. J. Bus                                 |
| 11261 -              | 1978 XK      | 6 tháng 12 năm 1978  | Palomar                 | E. Bowell, A. Warnock                                  |
| 11262 -              | 1979 MP3     | 25 tháng 6 năm 1979  | Siding Spring           | E. F. Helin, S. J. Bus                                 |
| 11263 -              | 1979 OA      | 23 tháng 7 năm 1979  | Anderson Mesa           | E. Bowell                                              |
| 11264 Claudiomaccone | 1979 UC4     | 16 tháng 10 năm 1979 | Nauchnij                | N. S. Chernykh                                         |
| 11265 -              | 1981 EU34    | 2 tháng 3 năm 1981   | Siding Spring           | S. J. Bus                                              |
| 11266 -              | 1981 ES41    | 2 tháng 3 năm 1981   | Siding Spring           | S. J. Bus                                              |
| 11267 -              | 1981 UE28    | 24 tháng 10 năm 1981 | Palomar                 | S. J. Bus                                              |
| 11268 Spassky        | 1985 UF5     | 22 tháng 10 năm 1985 | Nauchnij                | L. V. Zhuravleva                                       |
| 11269 Knyr           | 1987 QG10    | 26 tháng 8 năm 1987  | Nauchnij                | L. G. Karachkina                                       |
| 11270 -              | 1988 EA2     | 13 tháng 3 năm 1988  | Đài thiên văn Brorfelde | P. Jensen                                              |
| 11271 -              | 1988 KB      | 19 tháng 5 năm 1988  | Palomar                 | E. F. Helin                                            |
| 11272 -              | 1988 RK      | 8 tháng 9 năm 1988   | Palomar                 | E. F. Helin                                            |
| 11273 -              | 1988 RN11    | 14 tháng 9 năm 1988  | Cerro Tololo            | S. J. Bus                                              |
| 11274 -              | 1988 SX2     | 16 tháng 9 năm 1988  | Cerro Tololo            | S. J. Bus                                              |
| 11275 -              | 1988 SL3     | 16 tháng 9 năm 1988  | Cerro Tololo            | S. J. Bus                                              |
| 11276 -              | 1988 TM1     | 13 tháng 10 năm 1988 | Kushiro                 | S. Ueda, H. Kaneda                                     |
| 11277 Ballard        | 1988 TW2     | 8 tháng 10 năm 1988  | Palomar                 | C. S. Shoemaker, E. M. Shoemaker                       |
| 11278 Telesio        | 1989 SD3     | 16 tháng 9 năm 1989  | La Silla                | E. W. Elst                                             |
| 11279 -              | 1989 TC      | 1 tháng 10 năm 1989  | Palomar                 | J. Alu, E. F. Helin                                    |
| 11280 Sakurai        | 1989 TY10    | 9 tháng 10 năm 1989  | Kitami                  | M. Yanai, K. Watanabe                                  |
| 11281 -              | 1989 UM1     | 28 tháng 10 năm 1989 | Kani                    | Y. Mizuno, T. Furuta                                   |
| 11282 Hanakusa       | 1989 UY2     | 30 tháng 10 năm 1989 | Kitami                  | K. Endate, K. Watanabe                                 |
| 11283 -              | 1989 UX4     | 25 tháng 10 năm 1989 | Kleť                    | A. Mrkos                                               |
| 11284 Belenus        | 1990 BA      | 21 tháng 1 năm 1990  | Caussols                | A. Maury                                               |
| 11285 -              | 1990 QU3     | 22 tháng 8 năm 1990  | Palomar                 | H. E. Holt                                             |
| 11286 -              | 1990 RO8     | 15 tháng 9 năm 1990  | La Silla                | H. Debehogne                                           |
| 11287 -              | 1990 SX      | 16 tháng 9 năm 1990  | Palomar                 | H. E. Holt                                             |
| 11288 Okunohosomichi | 1990 XU      | 10 tháng 12 năm 1990 | Geisei                  | T. Seki                                                |
| 11289 Frescobaldi    | 1991 PA2     | 2 tháng 8 năm 1991   | La Silla                | E. W. Elst                                             |
| 11290 -              | 1991 RA1     | 10 tháng 9 năm 1991  | Dynic                   | A. Sugie                                               |
| 11291 -              | 1991 RZ10    | 10 tháng 9 năm 1991  | Palomar                 | H. E. Holt                                             |
| 11292 Bunjisuzuki    | 1991 RC28    | 8 tháng 9 năm 1991   | Kitt Peak               | Spacewatch                                             |
| 11293 -              | 1991 XL      | 4 tháng 12 năm 1991  | Kushiro                 | S. Ueda, H. Kaneda                                     |
| 11294 -              | 1992 CK      | 4 tháng 2 năm 1992   | Geisei                  | T. Seki                                                |
| 11295 Gustaflarsson  | 1992 EU28    | 8 tháng 3 năm 1992   | La Silla                | UESAC                                                  |
| 11296 Denzen         | 1992 KA      | 24 tháng 5 năm 1992  | Geisei                  | T. Seki                                                |
| 11297 -              | 1992 PP6     | 5 tháng 8 năm 1992   | La Silla                | H. Debehogne, Á. López G.                              |
| 11298 Gide           | 1992 RE6     | 2 tháng 9 năm 1992   | La Silla                | E. W. Elst                                             |
| 11299 Annafreud      | 1992 SA22    | 22 tháng 9 năm 1992  | La Silla                | E. W. Elst                                             |
| 11300 -              | 1992 WG2     | 18 tháng 11 năm 1992 | Kushiro                 | S. Ueda, H. Kaneda                                     |